# Irind
Irind (en arménien Իրինդ) est une communauté rurale du marz d'Aragatsotn, en Arménie. Elle compte 961 habitants en 2009.